# Uther Pendragon
Uther Pendragon var i keltisk mytologi kung av Britannien och far till kung Artur.
Uther fick höra att hertigen av Tintagel och Cornwall, Gorlois, hade en mycket vacker hustru, Igraine. Han bjöd in dem båda till ett gästabud och drabbades genast av starkt begär efter henne. De båda flydde tillbaka till sin borg Terrabil som Uther belägrade.
När Uther inte lyckades inta borgen blev han sjuk av åtrå. Trollkarlen Merlin som var i hans tjänst lovade honom då att genom sin magi ge honom tillfälle att ligga hos henne på villkor att han fick det barn som blev resultatet. Det accepterade Uther.
När de två härarna mötte varandra såg Merlin till att Uther antog hertig Gorlois gestalt och samtidigt som hertigen dog ute på slagfältet slöt Igraine kungen i sina armar. Uther gifte sig sedan med henne innan hon fått reda på hans verkliga identitet. Merlin tog hand om sonen som Igraine födde och såg senare till att han blev kung av Britannien efter sin far.